# Imelda Sanmiguel Sánchez
Imelda Margarita Sanmiguel Sánchez (Nuevo Laredo, Tamaulipas; 31 de marzo de 1984) es una política mexicana del Partido Acción Nacional. Fue la candidata por parte de la coalición Va por Tamaulipas para el  Senado de la República en las elecciones estatales extraordinarias de Tamaulipas de 2023, volvió a contender por el Senado en las Elecciones federales de México de 2024 que se llevaron a cabo el domingo 2 de junio, resultó electa Senadora de la república por Tamaulipas  por el principio de primera minoría postulada por la coalición Fuerza y Corazón por México, asumiendo el escaño a partir del 1 de septiembre del mismo año para ejercer en las LXVI y LXVII Legislaturas del Congreso de la Unión de México.

## Vida personal

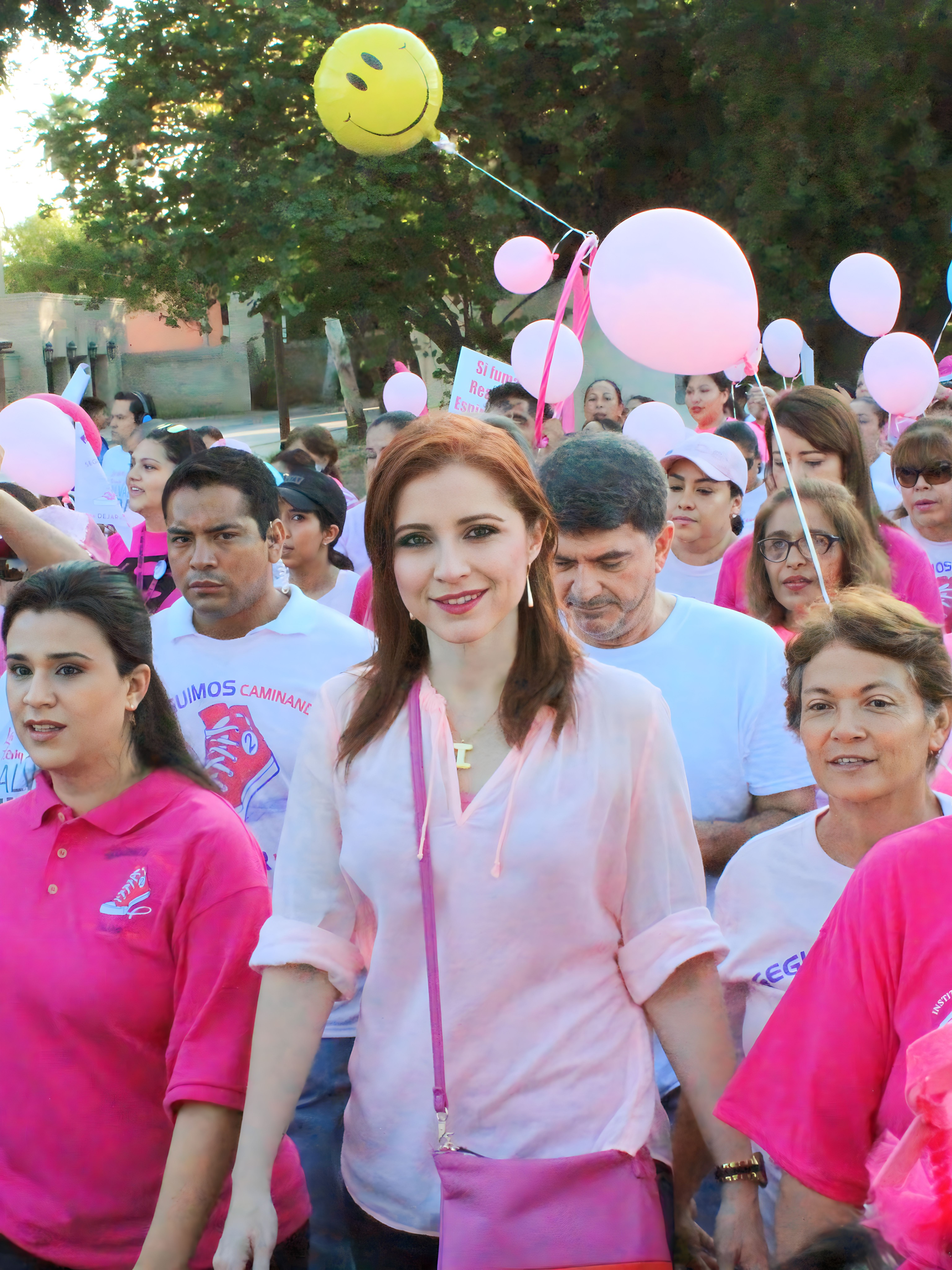
Imelda Sanmiguel Sanchez, marcha contra el cancer de mama

Cuenta con estudios profesionales, siendo egresada de la carrera de Arquitectura por la Universidad de Monterrey y contando con una maestría en Valuación por parte de la Universidad Autónoma de Nuevo León.
Como parte de su experiencia profesional, desde el 2015 a la actualidad, Sanmiguel Sánchez es Perito Valuador de Bienes Inmuebles en Nuevo Laredo, Tamaulipas, avalado por VIASC, Unidad de Valuación.

## Política

### Inicios
Desde adolescente formó parte de la campaña por la diputación federal de su padre Arturo Sanmiguel y de la campaña presidencial de Vicente Fox en el año 2000.

### Regiduría
Imelda Sanmiguel fue regidora del Ayuntamiento de Nuevo Laredo, Tamaulipas de 2016 a 2018 y secretaria de Obras Públicas, Desarrollo Urbano y Medio Ambiente de dicho municipio de 2018 a 2019.[cita requerida]

### Diputada local
En 2019 fue electa Diputada del Congreso de Tamaulipas por el Distrito II para la LXIV Legislatura y reelecta en 2021 para la LXV Legislatura.
En el Congreso de Tamaulipas, formó parte de diferentes comisiones como: Comisión de Asuntos Municipales, Comisión de Comunicaciones y Transportes,  Comisión de Finanzas, Planeación, Presupuesto y Deuda Pública, Comisión de Desarrollo Urbano y Puertos, Comisión de Desarrollo Sustentable, Comisión de Vigilancia de la Auditoría Superior del Estado, Comisión de Niñez, Adolescencia y Juventud y Comisión de Fomento al Comercio.[cita requerida]

### Campaña al Senado
En diciembre de 2022, se anunció que Sanmiguel sería la candidata por la coalición Va por Tamaulipas para el  Senado de la República en las elecciones estatales extraordinarias de Tamaulipas de 2023.